# San Martín de Bañuelos
El coto de San Martín de Bañuelos se encontraba en el término del municipio burgalés de Caleruega (España), a orillas del río Bañuelos. Tras las desamortizaciones del siglo XIX se constituyó un nuevo coto, conocido como de la Quiñonera o de Valdequintana. Se trataba de una finca con viviendas y dependencias propias para la explotación agraria y ganadera, todo bajo un mismo dueño. Estuvo poblado hasta la década de 1920.

## Historia
Se tiene constancia de varios poblados altomedievales del siglo X ubicados en las inmediaciones. Estos fueron Bañuelos de Gómez Gutiérrez, posteriormente conocidos como Bañuelos de Ruy Muñoz, y el propio Bañuelos de la Calzada, por estar junto a la calzada romana que comunica Clunia con Sasamón. En 2011 se realizaron las excavaciones con las que se concluyó que esta última aldea constaba de, al menos, una iglesia de pequeñas dimensiones y tres viviendas. Durante el siglo XI fue abandonado a causa de un incendio.
Probablemente el poblado de Bañuelos de la Calzada fuese el embrión del coto redondo de San Martín de Bañuelos, que en 1273, el Rey Alfonso X lo entrega del Señorío de Caleruega, siendo titular el Real Monasterio de Santo Domingo de Caleruega perteneciente a la Orden de Predicadores. Por aquel entonces, el coto redondo no comprendía ningún poblado, sino tenadas, molinos y demás dependencias agropecuarias, en ocasiones con viviendas adjuntas. Será a partir del siglo XVI cuando se empieza a acuñar la denominación del coto redondo como San Martín de Bañuelos.
Así permaneció, por tanto, hasta el siglo XIX; en torno a 500 hectáreas de tierras y montes, con diferentes edificaciones destinadas a uso ganadero, y todo en propiedad de las dominicas de Caleruega. No obstante, en 1855, con la denominada desamortización de Madoz, llevada a cabo por el ministro Pascual Madoz, se le expropia al Real Monasterio un total de 684 hectáreas. Entre estas propiedades, se encontraba el coto redondo de San Martín de Bañuelos, que dividiéndose en dos partes, la de más trascendencia en Caleruega, fue adquirida en 1862 por Pedro Mediavilla, un madrileño que mandó construir de inmediato el actual despoblado de San Martín de Bañuelos, conocido entonces como coto de la Quiñonera o de Valdequintana.
Este coto gozó de prosperidad hasta que por dejadez de los dueños, durante la década de 1920 acabó despoblándose y quedando en un total estado de abandono. En la década de 1940 es adquirido por el Ayuntamiento, que lo divide en parcelas y reparte entre los vecinos, desapareciendo así tanto el coto redondo como el poblado.

## Dependencias del coto
Cuando Mediavilla decide levantar el coto agropecuario de la Quiñonera, construye un poblado de casas bajas en torno a una plaza central rectangular. En sus proximidades, un pequeño templo, así como un caserío de grandes dimensiones. También naves y corrales, así como un palomar a la otra orilla del río. Aprovechando la arraigada tradición vitivinícola de la Ribera del Duero, también se edifica un gran lagar con bodega adjunta. Todo ello, destinado a complementar las diferentes estructuras y tierras adquiridas al comprar el coto redondo de San Martín de Bañuelos.

## Actualidad
Actualmente, del coto de la Quiñonera tan solo queda en pie, aunque en muy mal estado, la bodega y parte del lagar, así como el palomar, que recientemente ha sido restaurado por el Ayuntamiento, junto a una bodega que data del reinado de Alfonso VIII de Castilla. Del poblado tan solo quedan los cimientos, visibles a vista de pájaro. También algunos corrales y tenadas, muchos en ruinas, dispersos por el territorio que antaño constituyó el coto redondo de San Martín de Bañuelos.